# اچ‌ام‌اس دوریس (۱۸۰۸)
اچ‌ام‌اس دوریس (۱۸۰۸) (به انگلیسی: HMS Doris (1808)) یک کشتی بود که طول آن ۱۳۷ فوت (۴۲ متر) بود. این کشتی در سال ۱۸۰۷ ساخته شد.